# Miasta w Surinamie
Według danych oficjalnych pochodzących z 2004 roku Surinam posiadał ponad 40 miast o ludności przekraczającej 1 tys. mieszkańców. Ludność miejska w Surinamie stanowiła w 1991 65% ogółu ludności. Większość ludności miejskiej, a jednocześnie blisko połowa mieszkańców Surinamu, zamieszkuje w stolicy kraju. Stolica kraju Paramaribo jako jedyne miasto liczyło ponad 100 tys. mieszkańców; 6 miast z ludnością 10÷25 tys. oraz reszta miast poniżej 10 tys. mieszkańców.

## Największe miasta w Surinamie
Największe miasta w Surinamie według liczebności mieszkańców (stan na 02.08.2004):
| L.p. | Miasto          | Dystrykt   | Liczba ludności |
| ---- | --------------- | ---------- | --------------- |
| 1.   | Paramaribo      | Paramaribo | 242 946         |
| 2.   | De Nieuwe Grond | Wanica     | 20 219          |
| 3.   | Koewarasan      | Wanica     | 16 161          |
| 4.   | Lelydorp        | Wanica     | 15 945          |
| 5.   | Nieuw Nickerie  | Nickerie   | 13 842          |

## Alfabetyczna lista miast w Surinamie
- Acaribo
- Abenaston
- Albina
- Alkmaar
- Alliance
- Anapaike
- Apetina
- Apoera
- Aurora
- Batavia
- Benzdorp
- Bitagron
- Boskamp
- Botopasi
- Brokopondo
- Brownsweg
- Corneliskondre
- Cottica
- De Nieuwe Grond
- Djumu
- Domburg
- Friendship
- Goddo
- Groningen
- Groot Henar
- Houttuin
- Jarikaba
- Jenny
- Kajana
- Koewarasan
- Kwakoegron
- Kwamalasamutu
- Kwatta
- Lelydorp
- Lebidoti
- Mariënburg
- Marshallkreek
- Meerzorg
- Moengo
- Nieuw Amsterdam
- Nieuw Jacobkondre
- Nieuw Nickerie
- Noord
- Onverwacht
- Oostelijke Polders
- Paramaribo
- Paranam
- Pelelu Tepu
- Pokigron
- Pontoetoe
- Saramaccapolder
- Tamanredjo
- Totness
- Wageningen
- Westelijke Polders
- Wanhatti
- Washoda
- Zanderij